# Mayday (sèrie de televisió)
Mayday: catàstrofe aèria és un programa de televisió documental canadenc que examina accidents aeris, incidents arriscats, segrestos, bombardejos i altres desastres. És una producció de Cineflix, en associació amb National Geographic Channels, Canal D i Discovery Canada. Mayday utilitza recreacions i imatges generades per ordinador per reconstruir la seqüència d'esdeveniments que conduïren a cada desastre. A més, entrevista supervivents, experts en aviació, pilots jubilats i investigadors d'accidents, per explicar com es van produir les emergències, com es van investigar i com es podrien haver previngut. Un dels seus capítols, "Què va passar a Los Rodeos?", sobre l'accident aeri de Tenerife, ha estat traduït al català per TV3 i estrenat el 26 de gener de 2021.